# Dry River (Burdekin River)
Der Dry River ist ein Fluss im Osten des australischen Bundesstaates Queensland.

## Geografie

### Flusslauf
Der Fluss entspringt östlich des Oasis Roadhouse an der Kreuzung des Kennedy Highway und der Gregory Developmental Road. Von dort fließt er zunächst nach Nordosten bis nach Conjuboy und wendet seinen Lauf dann nach Südosten. Etwa 15 Kilometer nordwestlich der Kleinstadt Greenvale mündet er in den Burdekin River.

### Nebenfluss mit Mündungshöhe
- Spring Creek – 444 m[1]